# سعيد العيسى
سعيد بن عبد العزيز العيسى لاعب كرة قدم سعودي في خانة الظهير الأيسر.
كابتن المنتخب السعودي للناشيئن سابقا .
بدايته كانت مع نادي سدوس أحد الانديه الصغيرة بمدينة الرياض وكان عمره وقتها تقريباً 15 سنه
بعدها خاض تجربه في عديد من الإنديه منها: الرياض والهلال و الشّباب إلى أن استقر به الحال في نادي الرائد السعودي وكان المدرب الوطني نايف العنزي من أكثر المصرين على
انتقاله بنادي الشباب وكان تسجيله بنادي الشباب بمبلغ 35 الف ريال في البداية ومن أكثر المدربين الذين سقلوا مهارته هو المدرب سلطان خميس
لعب بعد الشباب في أندية الرائد و الشعلة و الدرعية و السد.
الإنجازات مع النادي الأول
1/ بطولة كأس خادم الحرمين الشريفين عــام 2008
2/ بطولة كأس خادم الحرمين الشريفين عــام 2009
3/ بطولة الأمير فيصل بن فهد عـــام 2010
4/ بطولة النخبة الدولية بمدينة أبها عـــام 2010